# Jannes Horn
Jannes-Kilian Horn (* 6. Februar 1997 in Braunschweig) ist ein deutscher Fußballspieler. Der Außenverteidiger steht seit der Saison 2025/26 beim SK Rapid Wien unter Vertrag.

## Karriere

### Vereine
Horn spielte für den VfB Rot-Weiß Braunschweig und wechselte 2008 in die Jugendabteilung des VfL Wolfsburg. Dort stand er seit Dezember 2015 im Kader der ersten Mannschaft, für die er am 17. September 2016 beim 0:0 gegen die TSG 1899 Hoffenheim in der Bundesliga debütierte. Am 4. April 2017 unterschrieb Horn einen Profivertrag beim VfL mit einer Laufzeit bis zum 30. Juni 2021.
Zur Saison 2017/18 wechselte Horn zum Ligakonkurrenten 1. FC Köln. Am 9. Juni 2017 unterschrieb er in der Domstadt einen Vertrag bis 2022. Mit dem Verein stieg er am Saisonende als Tabellenletzter in die 2. Bundesliga ab; in der zweiten Liga lief Horn jedoch nur 18-mal für Köln auf.
Nach dem Wiederaufstieg als Zweitligameister zur Saison 2019/20 wurde der Verteidiger vom neuen Cheftrainer Achim Beierlorzer im Rahmen der Saisonvorbereitung bis auf Weiteres in die zweite Mannschaft versetzt. Nach einem Einsatz in der viertklassigen Regionalliga West wechselte Horn Mitte August bis zum Ende der Saison 2019/20 auf Leihbasis in die 2. Bundesliga zum Absteiger Hannover 96. Anschließend kehrte er nach Köln zurück.
Zur Spielzeit 2022/23 wechselte Horn zum VfL Bochum. Nachdem er dort in der Hinrunde zu lediglich drei Pflichtspieleinsätzen gekommen war, wurde er im Januar 2023 bis Saisonende an den Zweitligisten 1. FC Nürnberg verliehen und zur Saison 2023/24 fest verpflichtet. Zur folgenden Saison wurde er in die USA an St. Louis City verliehen. Während der Leihe absolvierte Horn 18 Partien in der MLS.
Zur Saison 2025/26 kehrte Horn nicht mehr nach Nürnberg zurück, sondern wechselte zum österreichischen Bundesligisten SK Rapid Wien, bei dem er einen bis 2027 laufenden Vertrag erhielt.

### Nationalmannschaft
Horn spielte von der U16 an für diverse Jugendnationalmannschaften des Deutschen Fußball-Bundes. Für die U19-Europameisterschaft 2016 im eigenen Land wurde er in den deutschen Kader berufen. Im Turnier kam er zweimal zum Einsatz und qualifizierte sich mit der Mannschaft als bester Gruppendritter für die U20-Weltmeisterschaft 2017 in Südkorea. Im Oktober 2016 spielte Horn zweimal für die U20-Nationalmannschaft. Im September 2017 kam er zweimal für die U21-Auswahl zum Einsatz.

## Erfolge
1. FC Köln
- Deutscher Zweitliga-Meister und Aufstieg in die Bundesliga: 2019